# 브루노 간츠
브루노 간츠(독일어: Bruno Ganz, 1941년 3월 22일 ~ 2019년 2월 16일)는 스위스의 배우이다. 《베를린 천사의 시》의 천사 역할, 《다운폴》의 아돌프 히틀러 역할로 유명하다. 스위스인 아버지와 이탈리아인 어머니 사이에서 태어났으며 1960년 배우로 데뷔하였다.
2018년 2월에 대장암 진단을 받아 화학 치료를 받았었다. 그러나 제대로 극복하지 못한 채 2019년 2월 16일에 지병으로 사망하였다.

## 출연 작품
- 히든 라이프 (2019)
- 더 위트니스 (2018)
- 담배 가게의 프로이트 (2018)
- 포르투나 (2018)
- 라데군트 (2018)
- 살인마 잭의 집 (2018)
- 인 타임스 오브 페이딩 라이트 (2017)
- 더 파티 (2017)
- 하이디 (2015)
- 리멤버: 기억의 살인자 (2015)
- 사라짐의 순서: 지옥행 제설차 (2014)
- 바티칸 (2013)
- 리스본행 야간열차 (2013)
- 미하엘 콜하스의 선택 (2013)
- 파이널 컷 - 레이디스 앤 젠틀맨 (2012)
- 오브 우먼 앤 홀시스 (2011)
- 언노운 (2011)
- 컬러스 인 더 다크 (2010)
- 줄리아스 실종 (2009)
- 먼지의 시간 (2008)
- 바더 마인호프 (2008)
- 더 리더: 책 읽어주는 남자 (2008)
- Von Einem Der Auszog (2007)
- 유스 위드아웃 유스 (2007)
- 발트의 낙원 (2006)
- 비투스 (2006)
- 해브 노 피어 (2005)
- 다운폴 (2004)
- 맨츄리안 켄디데이트 (2004)
- 루터 (2003)
- 빵과 튤립 (2000)
- 영원과 하루 (1998)
- 야간 비행 (1997)
- 뤼미에르와 친구들 (1995)
- 멀고도 가까운 (1993)
- 체즈 노스의 마지막 날들 (1992)
- 프라하 (1992)
- 익스페셜리 온 선데이 (1991)
- 자연의 아이들 (1991)
- 스트래플리스 (1989)
- 베를린 천사의 시 (1987)
- 백색 도시 (1983)
- 전쟁과 평화 (1983)
- 더 걸 프롬 로렌 (1981)
- 춘희 (1981)
- 나이프 인 더 해드 (1979)
- 노스페라투 (1979)
- 미국 친구 (1977)
- O 후작 부인 (1976)
- 뤼미에르 (1976)
- 손들어! (1967)